# Pitkäsaari (Kotka, sud)
Pitkäsaari est une île de l'archipel de Kotka dans le golfe de Finlande en Finlande.

## Géographie
Pitkäsaari à une superficie de 77,3 hectares et sa plus grande longueur est de 1,9 kilomètre dans la direction nord-sud.
Pitkäsaari est voisine à l'ouest de Kuutsalo au sud de Vassaari et au nord de Vuorisaari.